# 이호웅
이호웅(李浩雄, 1949년 8월 1일 - )은 제16·17대 국회의원을 역임한 대한민국의 정치인이다. 본관은 재령. 종교는 천주교이며, 세례명은 알퐁소이다.
인천광역시에서 출생하여, 인천학익초등학교, 인천중학교, 제물포고등학교, 서울대학교 정치외교학과를 졸업하였다. 1975년 긴급조치 9호 위반과 1986년 5.3 민주항쟁을 주도한 혐의로 구속된 경력이 있다.
제17대 국회의원 임기를 수행중이던 2006년 9월 14일 대법원에서 제16대 대통령 선거 때 기업체로부터 불법 정치자금을 받은 혐의로 징역 8개월에 집행유예 2년, 추징금 1억5천만원을 선고한 원심을 확정받아 의원직을 상실했다. 이듬해 2월 12일 대통령 특별사면에 포함되어 형선고실효 특별사면 및 특별복권되었으나 특혜와 사법권 침해라는 논란으로부터 자유로울 수 없었다.
제18대 총선을 한달 앞둔 2008년 3월, 대통합민주신당의 비리전력자 공천배제에 반발, 탈탕하여 무소속으로 인천광역시 남동구 을 지역구에서 출마했으나 낙선하였다.

## 역대 선거 결과
|  | 26.96% |

|  | 35.65% |

|  | 48.0% |

|  | 43.31% |

|  | 46.45% |

|  | 14.71% |

## 가족 관계
아들은 이봉주씨가 있다.